# Porsche 962
Porsche 962 — спортивный автомобиль разработанный в Porsche AG к 1984 году как дальнейшая эволюция Porsche 956 под технические требования Международной ассоциации моторного спорта для гонок на территории США и Канады. В дальнейшем автомобиль был омологирован и под более мягкие технические требования F.I.A. к автомобилям группы С и использовался в различных гонках спортивных автомобилей, и в том числе в гонках на выносливость в Европе и Японии вплоть до 1994 года.

## История проекта
Созданный к гоночному сезону 1984 года Porsche проекта-962 изначально предназначался для участия в американском чемпионате IMSA GT Championship, присутствие в котором было важной маркетинговой стратегией для Porsche, но технический регламент которого не соответствовал техническому регламенту F.I.A. для автомобилей группы С к которым уже относился существующий Porsche 956.
Однако практически сразу автомобиль получил и версию 962C для гонок под эгидой F.I.A.: гонки 24 часа Ле-Мана, на которую Porsche 962 был заявлен уже в 1984 году, гонок чемпионата World Sportscar Championship (WSC), а в дальнейшем и гонок чемпионата All-Japan Sports Prototype Championship, европейских гонок Interserie и немецких гонок ADAC Supercup.
Конструкция Porsche 956 принципиально не позволяла использовать его в американских гонках, в которых было в силе требование размещения ног водителя за осью передних колёс, что в Porsche 956 сделано не было. Также помимо неподходящего шасси у Porsche 956 под американский регламент не подходил и мотор, а в самих гонках чемпионата не было ограничений на расход топлива, что позволяло там применять конструктивно более простые моторы и с большим давлением наддува.

## Модификации
Фактически автомобиль выпускался в двух версиях: первая — для гонок американского чемпионата IMSA GT — 962, или 962GTP; вторая — для гонок World Sportscar Championship, второстепенных европейских соревнований и гонок всеяпонского чемпионата — 962C. Обе версии были в общем конструктивно близки за исключением моторов и топливных баков. Американские 962 комплектовались специально разработанными моторами тип-962, отличительной особенностью которых были канонический 12-клапанный ГРМ схемы SOHC, полностью воздушное охлаждение и один турбокомпрессор KKK K36. Не американские 962C комплектовались модификациями моторов тип-935, отличительной особенностью которых были 24-клапанный ГРМ схемы DOHC, водяное охлаждение головок цилиндров и два турбокомпрессора KKK K26. Объяснение этому в том, что в американских гонках с одной стороны не проходил по правилам мотор с двойным турбо, а с другой стороны там не было ограничений по расходу топлива.